# سید جعفر مهدوی
جعفر مهدوی سیاستمدار، دبیر جرگه ملی مشورتی صلح افغانستان (۱۳۸۹)، نماینده اسبق مردم کابل در دوره شانزدهم مجلس نمایندگان افغانستان، بنیانگذار و اولین دبیر کل حزب ملت افغانستان و از اعضای شورای عالی جنبش روشنایی است.

## زندگی‌نامه
جعفر مهدوی متولد ۱۳۵۷ (خورشیدی) در ولسوالی لعل و سرجنگل، ولایت غور است. او تحصیلات دانشگاهی خود را تا مقطع دکترا در رشته جامعه‌شناسی سیاسی از دانشگاه تهران در سال ۱۳۹۰ به پایان رسانید.
مهدوی بعدها حزب ملت افغانستان را تأسیس کرد و توانست در دوره شانزدهم پارلمان افغانستان به نمایندگی مردم کابل به مجلس نمایندگان افغانستان راه پیدا کند.

## انتخابات مجلس ۱۳۹۷
جعفر مهدوی در انتخابات مجلس ۱۳۹۷ از طرف مردم کابل خود را نامزد حضور در پارلمان هفدهم کرد.

## فعالیت‌های دیگر
از دیگر فعالیت‌های او می‌توان به این موارد اشاره کرد:
- عضو شورای عالی جنبش روشنایی
- مشاور وزیر کار و امور اجتماعی (۱۳۸۵–۱۳۸۷)
- متخصص ارشد وزارت معارف در امور حقوق بشر (۱۳۸۷)
- صاحب امتیاز روزنامه سروش ملت
- رئیس مؤسسه توسعه افغانستان (۱۳۸۰–۱۳۸۶)
- دبیر شورای سیاستگذاری فصلنامه پژوهشی توسعه (۱۳۸۱–۱۳۸۶)
- مدیر مسئول دو هفته‌نامه جهان معاصر (۱۳۸۲–۱۳۸۴)
- منشی جرگه ملی مشورتی صلح(۱۳۸۹)
- عضو کمیته شش نفری برنامه‌ریزی انتخابات ریاست جمهوری افغانستان در بین مهاجرین ایران (میزان ۱۳۸۳)
- دبیرکل حزب ملت افغانستان